# Schnellstraße (Polen)

Aktuelles Autobahn- und Schnellstraßennetz in Polen
in Betrieb
in Bau
in Planung

Baugeschichte der Autobahnen und Schnellstraßen als Animation von 80 Jahren
in Betrieb
in Bau
in Planung

Die Schnellstraße (pol.: Droga ekspresowa) stellt einen polnischen Straßentyp für den überregionalen und internationalen Verkehr dar. Sie wird bei ausreichendem Ausbau die Funktion einiger Landesstraßen (auch Nationalstraßen; poln. Drogi krajowe, singular Droga krajowa) übernehmen.
Derzeit existieren Schnellstraßen mit einer Gesamtlänge von ca. 1700 Kilometern, ungefähr 400 Kilometer befinden sich in Bau. Das geplante Schnellstraßennetz beträgt ca. 6000 Kilometer und besteht aus 19 geplanten Verbindungen, von denen die Schnellstraße S7 mit ca. 710 km die längste Schnellstraße sein wird.
Seit dem 1. Januar 2011 beträgt die Höchstgeschwindigkeit auf polnischen Schnellstraßen 120 km/h.

## Geschichte

### 1985–2000
1985 wurden die Planungen eines Schnellstraßennetzes aufgenommen. Bereits vor 1985 wurden einige Abschnitte fertiggestellt, die später in das Schnellstraßennetz aufgenommen wurden.
1977 wurde ein 36,5 km langer Abschnitt der Umfahrung von Dreistadt von Gdynia bis Danzig mit zuerst nur einer Fahrbahn fertiggestellt. Die zweite Fahrbahn wurde 1984 dem Verkehr übergeben und der Abschnitt wurde als S6 ausgewiesen.
1979 wurde die erste Fahrbahn des 20,8 km langen Abschnittes der S3 von Rzesnica bis Goleniów eröffnet; 1982 wurde die zweite Fahrbahn fertiggestellt.
1983 wurde der 35,1 km lange Abschnitt von Dąbrowa Górnicza bis Tychy eröffnet, der später als S1 beschildert wurde.
1984 wurde die erste Fahrbahn der 22,7 km langen Umfahrung von Kielce dem Verkehr übergeben. Ein Jahr später, 1985, wurde die S86 fertiggestellt und eröffnet.
1990 erfolgte die Verkehrsübergabe des 14,6 km langen Abschnittes der S7 von Zakroczym-Ostrzykowizna bis Czosnów als Umfahrung von Nowy Dwór Mazowiecki.
Am 15. Dezember 1995 wurde der Grenzübergang Cieszyn/Chotěbuz und ein 4,7 km langer Abschnitt der S1 in der Stadt Cieszyn eröffnet. Außerdem wurde in diesem Jahr die erste Fahrbahn des 17 km langen Abschnittes von Sulechów bis Zielona Góra fertiggestellt.
1996 wurde der erste, 7,2 km lange Teil der Umfahrung von Świecie im Rahmen der S5 eröffnet. 1998 folgte das zweite, 5,6 km lange Teilstück. 1997 wurde die seit 1995 im Bau befindliche, 2,6 km lange Umfahrung von Miłomłyn freigegeben.
1998 wurden ein Teil der Umfahrung von Nowa Sól (12 km) im Verlauf der S3 und der 9,7 km lange Abschnitt der S10 (und heute auch Teil der A1) vom Autobahndreieck Toruń-Czerniewice bis zum Autobahnkreuz Toruń-Lubicz fertiggestellt.
Insgesamt waren im Jahr 2000 195,3 Kilometer an Schnellstraße fertiggestellt und dem Verkehr übergeben.

### 2000–2006
Im Jahr 2002 wurde die 3,4 Kilometer lange Umfahrung von Śmigiel im Verlauf der S5 fertiggestellt und eröffnet. Zusätzlich wurde die 6,8 km lange Umfahrung von Ostrów Mazowiecka dem Verkehr freigegeben.
2004 wurde die 4,2 km lange Umfahrung von Piaski fertiggestellt, die ein Abschnitt der Schnellstraßen S12 und S17 ist, jedoch noch nicht als Schnellstraße ausgeschildert wird.
2005 wurde die zwei Kilometer lange Umfahrung von Skarżysko-Kamienna und acht Kilometer lange Umfahrung von Jędrzejow im Rahmen der Schnellstraße S7 eröffnet. Zusätzlich wurde die 12 km lange Südumfahrung von Toruń im Verlauf der S10 fertiggestellt.
2006 wurde der Abschnitt der S1 vom Flughafen bei Pyrzowice bis Podwarpie (9,6 km), die Umgehungen von Międzyrzecz im Verlauf der S3 (6,4 km) sowie von Szubin im Verlauf der S5 (5,7 km) jeweils mit nur einer Fahrbahn. Bei allen drei Strecken befindet sich die zweite Fahrbahn in Planung. Mit zwei Fahrbahnen wurde die Umfahrung von Oleśnica (12,8 km) als Teil der S8 dem Verkehr übergeben.
In den Jahren 2000 bis 2006 wurden somit 70,9 Kilometer an Schnellstraßen fertiggestellt und dem Verkehr übergeben.

### 2007–2009
Aufgrund der Fußball-Europameisterschaft 2012 wurde 2007 verkündet, den Ausbau des Schnellstraßennetzes auf 2418 km zu verwirklichen. Außerdem wurden in diesem Jahr folgende Abschnitte mit einer Gesamtlänge von 69,3 Kilometern fertiggestellt:
- Abschnitte der S69: Knoten Żywiec – Knoten Przybędza (7,7 km) und Knoten Milówka – Szare (2,8 km) (eröffnet am 8. Januar)
- Abschnitt der S7: Umfahrung von Elbląg (3,8 km; eröffnet am 14. September)
- Abschnitt der S17: Umfahrung von Garwolin (12,8 km; eröffnet am 26. September)
- Abschnitt der S1: Knoten Bielsko-Biała -Komorowice – Knoten Cieszyn-Krasna (28 km; eröffnet am 23. November)
- Abschnitt der S3: Umfahrung von Gorzów Wielkopolski (11,7 km; eröffnet am 27. November)
- Abschnitt der S7: Umfahrung von Nowy Dwór Gdański (2,5 km; eröffnet am 28. November)

2008 wurden folgende Schnellstraßenabschnitte mit einer Gesamtlänge von 140,7 Kilometern fertiggestellt und dem Verkehr übergeben:
- Abschnitt der S7: Knoten Myślenice – Knoten Lubień (12,2 km; eröffnet am 20. März)
- Abschnitt der S19: Umfahrung von Międzyrzec Podlaski (6,6 km; eröffnet am 18. April)
- Abschnitt der S17: Umfahrung von Hrebenne (2 km; eröffnet am 1. Mai)
- Abschnitt der S3: Umfahrung von Międzyzdroje (2,9 km; eröffnet am 20. Juni)
- Abschnitt der S12: Umfahrung von Puławy (12,7 km; eröffnet am 11. Juli)
- Abschnitt der S7: Knoten Białobrzegi – Knoten Gózd (15,7 km; eröffnet am 16. Juli)
- Abschnitt der S3: Nördlicher Teil der Umfahrung von Nowa Sól (15 km; eröffnet am 5. September)
- Abschnitt der S7: Umfahrung von Grójec (8,3 km; eröffnet am 19. September)
- Abschnitt der S22: Knoten Elbląg-Wschód – Grzechotki (Grenze PL/RU) (50,2 km; 24. September)
- Abschnitt der S8: Knoten Mostówka – Knoten Wyszków-Turzyn (11,3 km; eröffnet am 14. November)
- Abschnitt der S69: Szare – Knoten Laliki (2 km; eröffnet am 5. Dezember)
- Abschnitt der S69: Knoten Laliki II – Knoten Zwardoń (1,8 km; eröffnet am 11. Dezember)

2009 wurden folgende Abschnitte mit einer Gesamtlänge von 107,1 Kilometern fertiggestellt:
- Abschnitt der S7: Umfahrung von Płońsk (4,7 km; eröffnet am 3. Juni)
- Abschnitt der S11: Knoten Posen-Krzesiny – Knoten Kórnik-Południe (14,1 km; eröffnet am 8. Juni)
- Abschnitt der S8: Knoten Radzymin-Wołomińska – Knoten Mostówka (19,2 km; eröffnet am 31. Juli)
- Abschnitt der S7: Występa – Kielce (7,3 km; eröffnet am 16. Oktober)
- Abschnitt der S7: Umfahrung von Lubień (4 km; eröffnet am 22. Oktober)
- Abschnitt der S11: Umfahrung von Ostrów Wielkopolski (Phase 1; 6,1 km; eröffnet am 26. November)
- Abschnitt der S10: Umfahrung von Wyrzysk (7,8 km; eröffnet am 16. Dezember)
- Abschnitt der S5: Knoten Bydgoszcz-Białe Błota – Lipniki (2,2 km; eröffnet am 18. Dezember)
- Abschnitt der S10: Knoten Bydgoszcz-Białe Błota – Bydgoszcz-Stryszek (10,4 km; eröffnet am 18. Dezember)
- Abschnitt der S10: Umfahrung von Stargard (13,5 km; eröffnet am 21. Dezember)
- Abschnitt der S7: Knoten Grójec-Mogielnicka – Knoten Białobrzegi (17,8 km; eröffnet am 26. Dezember)

### 2010–2011
2010 wurde eingeräumt, dass die geplante Aufstockung um beinahe 2000 km zur EM 2012 nicht möglich ist, weil die nötigen Mittel dazu fehlen und die Arbeiten in die Fertigstellung der Autobahnen investiert werden sollen. Zur Europameisterschaft sollte das Schnellstraßennetz daher um 1000 km ausgebaut werden. Außerdem wurden in diesem Jahr folgende Abschnitte mit einer Gesamtlänge von 107,8 Kilometern fertiggestellt:
- Abschnitt der S69: Knoten Laliki – Knoten Laliki II (2,7 km; eröffnet am 5. März)
- Abschnitt der S3: Knoten Stettin-Klucz – Knoten Pyrzyce (28,2 km; eröffnet am 26. Mai)
- Abschnitt der S3: Knoten Pyrzyce – Knoten Myślibórz (26,7 km; eröffnet am 22. Oktober)
- Abschnitt der S6: Umfahrung von Słupsk (16,3 km; eröffnet am 26. Oktober)
- Abschnitt der S7: Knoten Krakau-Christo Botewa – Knoten Krakau-Bieżanów (2,7 km; eröffnet am 16. November)
- Abschnitt der S3: Knoten Myślibórz – Gorzów Wielkopolski (26,7 km; eröffnet am 30. Dezember)
- Abschnitt der S8: Knoten Magnice – Knoten Wrocław-Południe (4,5 km; eröffnet am 30. Dezember)

Anfang 2011 wurde allerdings von der GDDKiA bekanntgegeben, dass das neue Bauprogramm der polnischen Regierung vorsieht, dass der Bau weiterer Abschnitte zur EM 2012 nicht mehr beginnen wird. Zusätzlich wurden viele Ausschreibungen weiterer Abschnitte mit den Gesamtinvestitionskosten von 9,4 Mrd. Złoty abgebrochen. Als Ursache machte die GDDKiA fehlende Finanzierungsmittel in der Staatskasse verantwortlich. Im Jahr 2011 wurden folgende Abschnitte mit einer Gesamtlänge von 89,6 Kilometern fertiggestellt:
- Abschnitt der S8: Knoten Warschau-Konotopa – Knoten Warschau-Powązkowska (10,4 km; eröffnet am 19. Januar)
- Abschnitt der S7: Skarżysko-Kamienna – Występa (16,7 km; eröffnet am 28. April)
- Abschnitt der S7: Knoten Elbląg-Wschód – Knoten Pasłęk-Północ (13,7 km; eröffnet am 29. Juli)
- Abschnitt der S1: Knoten Bielsko-Biała -Rosta – Knoten Bielsko-Biała -Komorowice (2,8 km; eröffnet am 19. August)
- Abschnitt der S1: Knoten Bielsko-Biała -Krzemionki – Knoten Bielsko-Biała -Rosta (1,7 km; eröffnet am 28. Oktober)
- Abschnitt der S69: Knoten Bielsko-Biała -Krzemionki – Knoten Bielsko-Biała -Mikuszowice (7,3 km; eröffnet am 28. Oktober)
- Abschnitt der S11: Knoten Posen-Tarnowo Podgórne – Knoten Posen-Dąbrówka (8,1 km; eröffnet am 28. November)
- Abschnitt der S3: Umfahrung von Miękowo (4,8 km; eröffnet am 16. Dezember)
- Abschnitt der S74: Knoten Kielce-Warszawska – Knoten Cedzyna (6,8 km; eröffnet am 17. Dezember)
- Abschnitt der S19: Umfahrung von Kock (7,9 km; eröffnet am 21. Dezember)
- Abschnitt der S6: Umfahrung von Nowogard (9,4 km; eröffnet am 22. Dezember)

### 2012
Im Jahr 2012 wurden folgende Schnellstraßenabschnitte mit einer Gesamtlänge von 339,5 Kilometern fertiggestellt und dem Verkehr übergeben:
- Abschnitt der S3: Umfahrung von Troszyn, Parłówko und Ostromice (6,1 km; eröffnet am 9. Januar)
- Abschnitt der S1: Knoten Pyrzowice – Knoten Pyrzowice-Lotnisko (1,9 km; eröffnet am 1. Juni)
- Abschnitt der S11: Knoten Poznań-Dąbrówka – Knoten Poznań-Zachód (6,3 km; eröffnet am 3. Juni)
- Abschnitt der S5: Knoten Gniezno-Południe – Knoten Poznań-Wschód (35,0 km; eröffnet am 4. Juni)
- Abschnitt der S8: Knoten Warschau-Modlińska – Knoten Marki-Piłsudskiego (7,0 km; eröffnet am 6. Juni)
- Abschnitt der S7: Knoten Danzig-Południe – Knoten Żuławy-Zachód (17,9 km; eröffnet am 9. Juni)
- Abschnitt der S14: Knoten Dobroń – Knoten Łódź-Lublinek (9,6 km; eröffnet am 13. Juli)
- Abschnitt der S7: Knoten Pasłęk-Północ – Knoten Miłomłyn-Winiec (36,5 km; eröffnet am 1. August)
- Abschnitt der S19: Knoten Rzeszów-Jasionka – Knoten Rzeszów-Wschód (6,9 km; eröffnet am 10. September)
- Abschnitt der S8: Knoten Jeżewo – Knoten Choroszcz (24,5 km; eröffnet am 12. September)
- Abschnitt der S51: Knoten Olsztynek-Wschód – Knoten Olsztynek-Zachód (6 km; eröffnet am 29. September)
- Abschnitt der S8: Knoten Zambrów-Zachód – Knoten Zambrów-Wschód (11,1 km; eröffnet am 2. Oktober)
- Abschnitt der S8: Knoten Breslau-Pawłowice – Knoten Oleśnica-Zachód (22,6 km; eröffnet am 8. Oktober)
- Abschnitt der S8: Knoten Rawa Mazowiecka-Północ – Grenze W. Łódź/W. Masowien (22,8 km; eröffnet am 17. Oktober)
- Abschnitt der S8: Knoten Piotrków Trybunalski-Zachód – Knoten Rawa Mazowiecka-Północ (61,2 km; eröffnet am 26. Oktober)
- Abschnitt der S11: Knoten Poznań-Północ – Knoten Poznań-Rokietnica (7,7 km; eröffnet am 30. Oktober)
- Abschnitt der S7: Knoten Olsztynek-Zachód – Knoten Nidzica-Północ (31,3 km; eröffnet am 7. November)
- Abschnitt der S8: Knoten Cieśle – Knoten Syców-Wschód (25,1 km; eröffnet am 30. November)

### 2013
Im Jahr 2013 wurden folgende Abschnitte mit einer Gesamtlänge von 172,2 km eröffnet:
- Abschnitt der S3: Knoten Jordanowo – Knoten Świebodzin-Północ (5,5 km; eröffnet am 27. Mai)
- Abschnitt der S12/S17: Knoten Kurów-Wschód – Knoten Jastków (24,9 km; eröffnet am 28. Mai)
- Abschnitt der S3: Knoten Świebodzin-Południe – Knoten Sulechów (18,4 km; eröffnet am 18. Juni)
- Abschnitt der S7: Knoten Kielce-Północ – Knoten Kielce-Południe (22,7 km; eröffnet am 10. Juli)
- Abschnitt der S3: Knoten Świebodzin-Północ – Knoten Świebodzin-Południe (7,4 km; eröffnet am 11. Juli)
- Abschnitt der S2: Knoten Konotopa – Knoten Warszawa-Aleja Krakowska (6,1 km; eröffnet am 31. Juli)
- Abschnitt der S3: Knoten Międzyrzecz-Południe – Knoten Jordanowo (11,7 km; eröffnet am 21. August)
- Abschnitt der S8: Grenze W. Łódź/W. Masowien – Knoten Radziejowice (11,3 km; eröffnet am 24. August)
- Abschnitt der S2: Knoten Warszawa-Aleja Krakowska – Knoten Warszawa-Południe (4,3 km; eröffnet am 5. September)
- Abschnitt der S79: Knoten Warszawa-Marynarska – Knoten Warszawa-Południe (4,3 km; eröffnet am 5. September)
- Abschnitt der S2: Knoten Warszawa-Południe – Knoten Warszawa-Puławska (4,2 km; eröffnet am 18. September)
- Abschnitt der S19: Knoten Rzeszów-Zachód – Knoten Rzeszów-Świlcza (4,4 km; eröffnet am 13. Dezember)
- Abschnitt der S8: Knoten Syców-Wschód – Knoten Kępno (15,3 km; eröffnet am 21. Dezember)
- Abschnitt der S8: Knoten Kępno – Knoten Wieruszów (16,6 km; eröffnet am 21. Dezember)
- Abschnitt der S8: Knoten Wieruszów – Knoten Wieluń (13,1 km; eröffnet am 21. Dezember)
- Abschnitt der S8: Knoten Wieluń (2,0 km; eröffnet am 21. Dezember)

## Merkmale

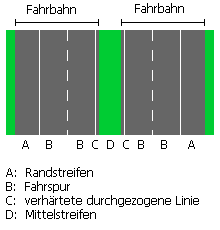
Aufbau einer polnischen Schnellstraße mit zwei Fahrbahnen pro Richtung

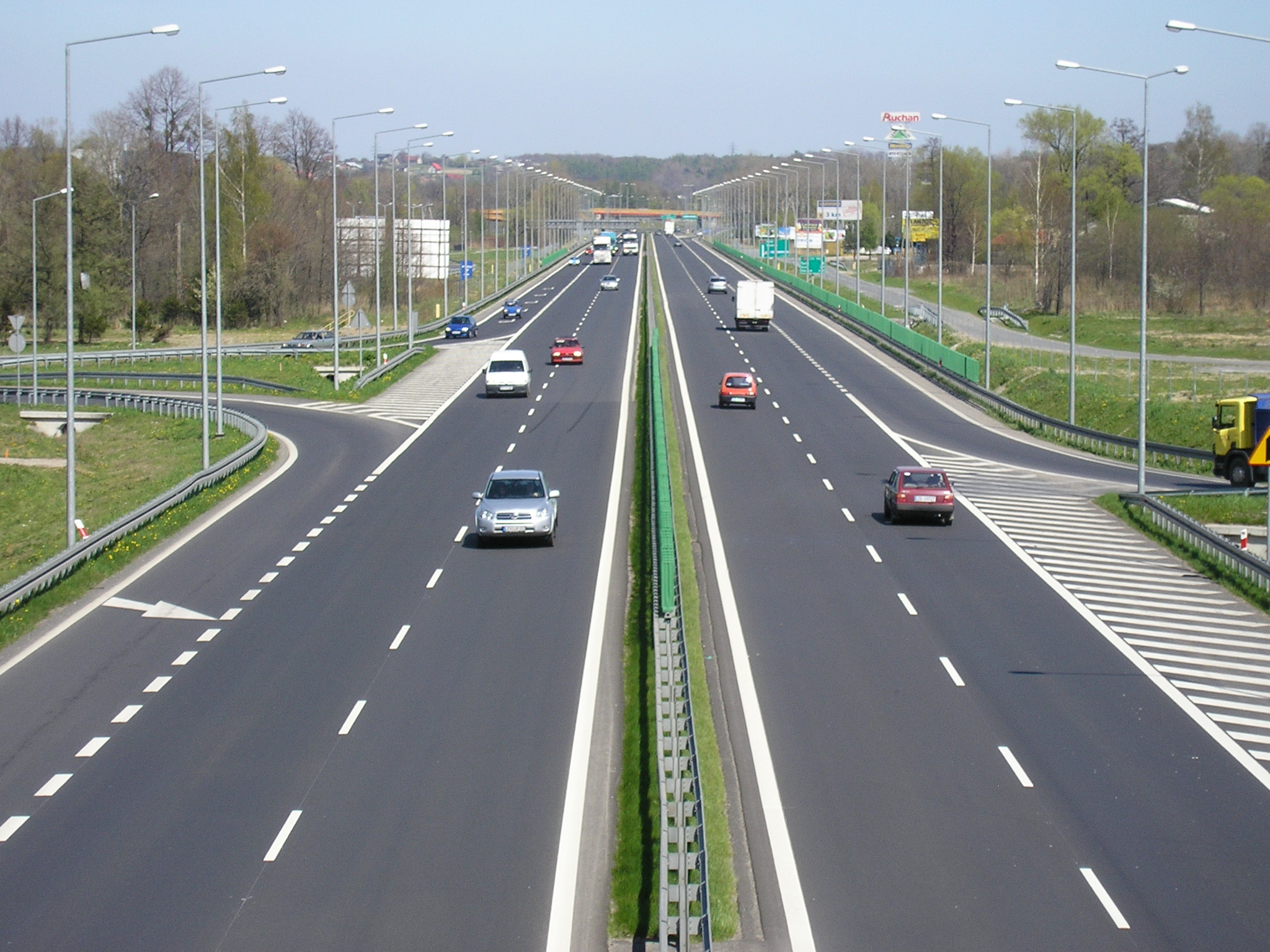
Die Schnellstraße S1 bei Bielsko-Biała

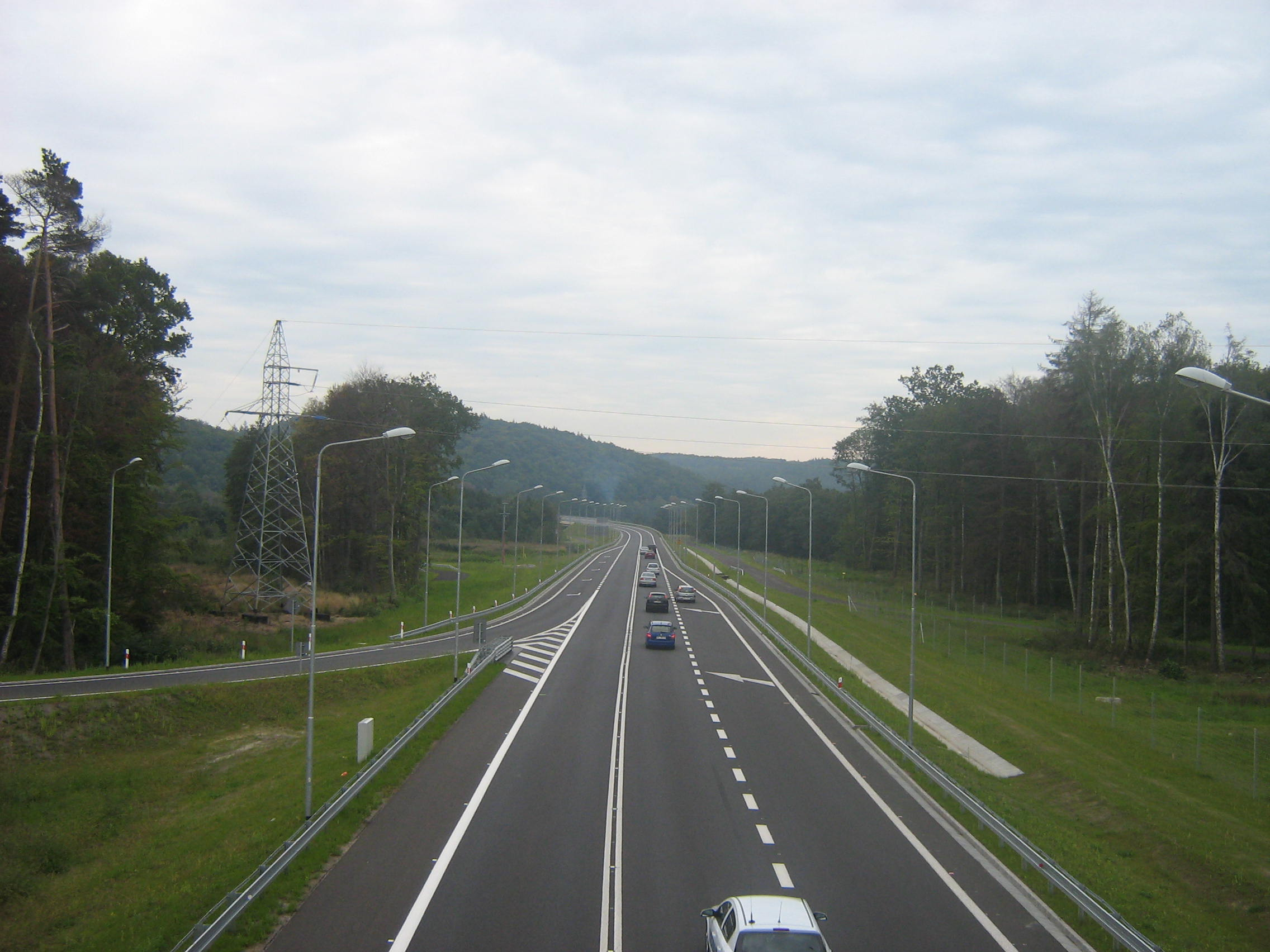
Die Schnellstraße S3 bei Międzyzdroje

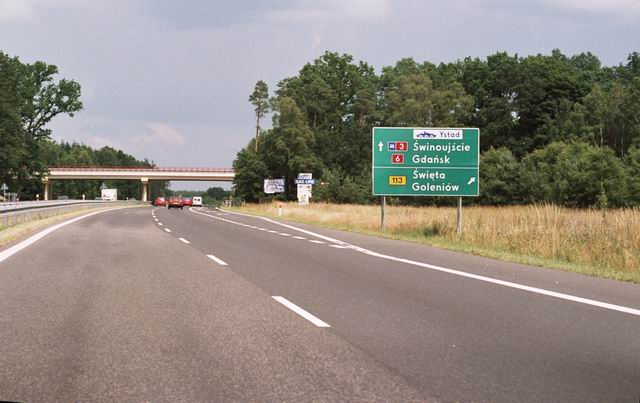
Die Schnellstraße S3 bei Goleniów

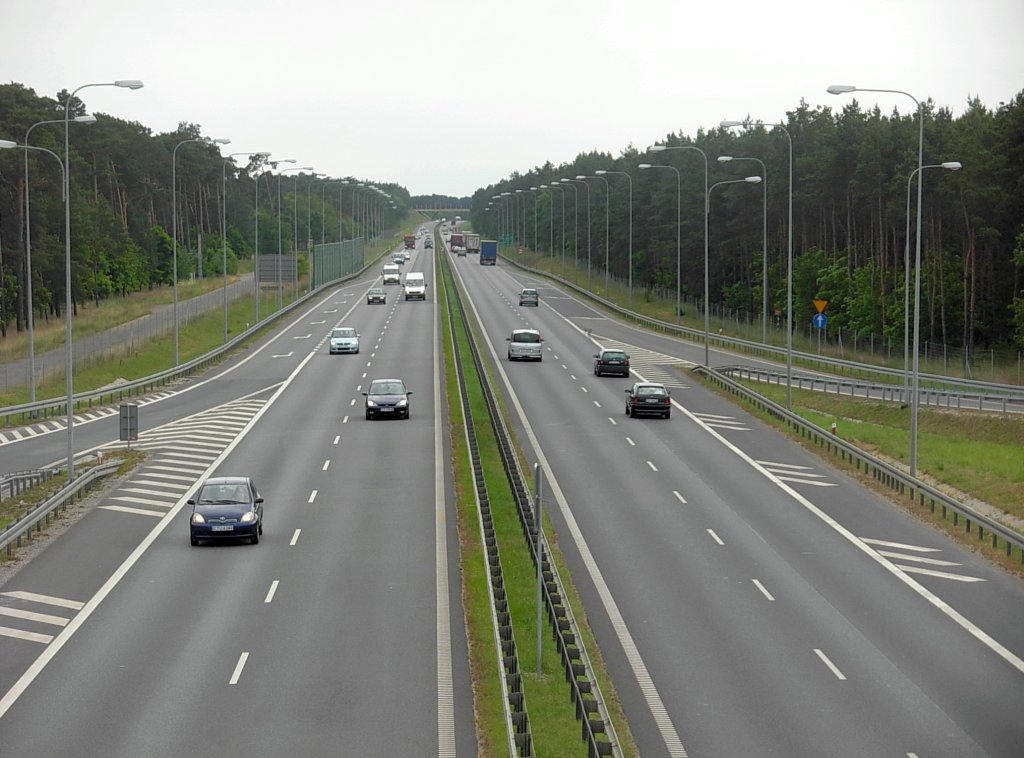
Die Schnellstraße S5 bei Bydgoszcz

Eine polnische Schnellstraße besteht aus einer oder zwei Richtungsfahrbahnen mit mindestens zwei Fahrspuren und einem Seitenstreifen.
Die Fahrstreifenbreite beträgt in der Regel 3,5 oder 3,75 Meter. Die Breite des Standstreifens beträgt in der Regel 2,5 Meter.

### Kennzeichnung und Beschilderung
Die Kennzeichnung einer Schnellstraße erfolgt mit roten Schildern mit dem großen Buchstaben S und der entsprechenden Nummer. Der Buchstabe S leitet sich von der polnischen Bezeichnung drogi Szybkiego ruchu (deutsch: Straßen des schnellen Verkehrs) her. Die Beschilderung auf die Schnellstraße hat einen grünen Hintergrund mit weißer Schrift.

### Regeln
Die Höchstgeschwindigkeit auf vierspurigen polnischen Schnellstraßen beträgt 120 km/h, auf zweispurigen 100 km/h.
| Fahrzeugart | Schnellstraße mit zwei Fahrbahnen | Schnellstraße mit einer Fahrbahn |
| --- | --------------------------------- | -------------------------------- |
| - Personenkraftwagen (Pkw) - Motorrad - Lastkraftwagen (Lkw) bis 3,5 Tonnen | 120                               | 100                              |
| - Bus mit zusätzlichen Spezifikationen | 100                               | 100                              |
| - Pkw mit Anhänger - Motorrad mit Anhänger - Lkw mit Anhänger bis 3,5 Tonnen - Lkw über 3,5 Tonnen (auch mit Anhänger) - gekennzeichnete Gefahrgut-Transporter und dergleichen - Bus (auch mit Anhänger) | 80                                | 80                               |
| - Fahrzeug mit einer nach vorne ragenden Vorrichtung (mehr als 1,5 Meter aus dem Sitz) - Abschleppfahrzeug für Kraftfahrzeuge                                                                            | 60                                | 60                               |
| - Motorrad (auch mit Anhänger) mit einem Kind unter 7 Jahren | 40                                | 40                               |

Auf polnischen Schnellstraßen ist generell verboten:
- Fahrtrichtungswechsel (mit Ausnahme von Kreuzungen oder der dazu ausgewiesenen Plätze),
- Anhalten oder Parken eines Fahrzeugs (mit Ausnahme der ausgewiesenen Plätze),
- Umkehren

### Technische Parameter
Die technischen Parameter der Schnellstraße wurden vom Polnischen Verkehrsministerium am 2. März 1999 festgelegt.
Die Schnellstraße unterscheidet sich von der Autobahn hauptsächlich dadurch, dass die Schnellstraße auch mit nur einer Fahrbahn, einer größeren Anzahl von Anschlussstellen, manchmal mit Straßenkreuzungen, engeren Fahrstreifen und Standstreifen ausgestattet sein kann sowie mit einer niedrigeren Entwurfsgeschwindigkeit gebaut werden kann. Zusätzlich darf bei einer Schnellstraße der minimale Straßenquerschnitt kleiner sein (40 m) als bei der Autobahn (60 m).
Außerdem darf die Schnellstraße Kreuzungen mit Ortsstraßen haben, sollte aber Anschlussstellen oder Kreuzungen mit Hauptstraßen oder Anschlussstellen mit Straßen höheren Straßentyps (z. B. Autobahn) besitzen.
Abstände zwischen Anschlussstellen sollten außerhalb geschlossener Ortschaften nicht kleiner als 5 km, innerhalb von geschlossenen Ortschaften, Großstädten und in Metropolen nicht kleiner als 3 km sein. In außergewöhnlichen Situationen, wenn verkehrstechnische Anforderungen dies rechtfertigen, sind einzelne Abstände zwischen Anschlussstellen nicht kleiner als 3 km außerhalb und 1,5 km innerhalb geschlossener Ortschaft erlaubt. Kreisverkehre sind nur an den Enden der Schnellstraße erlaubt.
Die Entwurfsgeschwindigkeit der Schnellstraße sollte 120 (nur Straße mit zwei Fahrbahnen), 100 oder 80 km/h außerhalb geschlossener Ortschaften sowie 80, 70 oder 60 (nur hoch urbanisiertes Gebiet) km/h innerhalb geschlossener Ortschaften betragen. Die Breite des Seitenstreifens sollte immer 2,5 m betragen.
Andere Parameter sind von der Entwurfsgeschwindigkeit abhängig:
| | außerhalb geschlossener Ortschaft | außerhalb geschlossener Ortschaft | außerhalb geschlossener Ortschaft | innerhalb geschlossener Ortschaft1 | innerhalb geschlossener Ortschaft1 | innerhalb geschlossener Ortschaft1 |     |
| Entwurfsgeschwindigkeit (km/h)                                                                                              | 1201                              | 100                               | 80                                | 80                                 | 70                                 | 60                                 |     |
| Breite des Fahrstreifens (m)                                                                                                | 3,5                               | 3,5 3,752                         | 3,5                               | 3,5                                | 3,5                                | 3,5                                |     |
| Maximale Länge eines ebenen Abschnittes (m) von konvexen Veränderungen der Steigung der Straße ohne Einschränkung der Sicht | 2000                              | 2000                              | 1500                              | 1500                               | 1200                               | 1000                               |     |
| Mindestlänge eines ebenen Abschnittes zwischen den Bögen in der gleichen Richtung (m)                                       | 500                               | 400                               | 350                               | 350                                | 300                                | 250                                |     |
| Mindestlänge des Bogens (m)                                                                                                 | 300                               | 200                               | 150                               | 150                                | 100                                | 100                                | 100 |
| Maximale Neigung (%) | 4                                 | 5                                 | 6                                 | 6                                  | 7                                  | 8                                  |     |
| Fußnoten: 1. – nur Schnellstraßen mit zwei Fahrbahnen 2. – im Falle der Schnellstraße mit einer Fahrbahn                    |                                   |                                   |                                   |                                    |                                    |                                    |     |

## Derzeitige Schnellstraßen
| Nr.   | Europa- straßen | Von (Nord bzw. West)      | Via | Bis (Süd bzw. Ost)         | Gesamt- länge         | In Betrieb              | In Betrieb         | Im Bau     | Im Entwurf a | In der Aus- schreibung | In konkreter Planung b |
| ----- | --------------- | ------------------------- | --- | -------------------------- | --------------------- | ----------------------- | ------------------ | ---------- | ------------ | ---------------------- | ---------------------- |
| S1    | E75 · E462      | Pyrzowice                 | Dąbrowa Górnicza – Sosnowiec – Mysłowice – Oświęcim – Bielsko-Biała – Żywiec                               | SK / Zwardoń               | 0134,6 km             | 0081,2 km               | 060,3 %            | 0038,6 km  | 0010,0 km    |                        |                        |
| S2    | E30             | Konotopa                  | Warschau (Ursus, Włochy, Ursynów, Wilanów, Wawer)                                                          | Warsz. Lubelska            | 0035,8 km             | 0035,8 km               | 0100 %             |            |              |                        |                        |
| S3    | E65             | Świnoujście               | Goleniów – Stettin – Gorzów Wielkopolski − Zielona Góra – Nowa Sól – Głogów – Lubin – Legnica              | CZ / Lubawka               | 0473,5 km 0456,0 km * | 0436,1 km 0417,8 km *   | 092,1 % 091,6 % *  | 034,1 km   |              |                        |                        |
| S5    | E261            | Ostróda                   | Iława − Grudziądz − Bydgoszcz − Gniezno − Posen − Leszno − Breslau − Świdnica − Świebodzice/Wałbrzych      | Bolków                     | 0519,9 km 0494,0 km * | 0366,0 km 0340,1 km *   | 070,4 % 068,8 % *  | 0000 km    | 0000 km      | 0000 km                | 0000 km                |
| S6    | E28             | Kołbaskowo                | Stettin − Police − Goleniów − Kołobrzeg − Koszalin − Słupsk − Lębork − Gdynia                              | Danzig                     | 0396,7 km             | 0232,5 km               | 058,6 %            | 00124,7 km | 0000 km      | 0050,8 km              |                        |
| S7    | E28 · E77       | Danzig                    | Elbląg − Ostróda − Mława − Warschau − Radom − Skarżysko-Kamienna − Kielce − Krakau                         | Rabka-Zdrój                | 0736,5 km 0704,2 km * | 0636,5 km 0606,3 km *   | 086,4 % 086,1 % *  | 0064,1 km  | 0009,2 km    | 0000 km                | 0013,3 km              |
| S8    | E67             | Kłodzko                   | Breslau − Oleśnica − Sieradz − Zduńska Wola − Pabianice − Łódź − Piotrków Tryb. − Tomaszów Maz. − Warschau | Białystok                  | 0643,2 km 0619,6 km * | 0566,3 km 0532,7 km *   | 086,5 % 086,0 % *  | 0000 km    | 0046,5 km    | 0017,2 km              | 000 km                 |
| S10   |                 | Stettin                   | Stargard − Wałcz − Piła − Bydgoszcz − Toruń − Płock                                                        | Naruszewo                  | 0429,7 km 0418,8 km * | 0073,0 km 0062,1 km *   | 017,0 % 014,8 % *  | 0008,9 km  | 0139,3 km    | 0004,3 km              | 0040,0 km              |
| S11   |                 | Kołobrzeg                 | Koszalin −Szczecinek − Piła − Posen − Jarocin − Ostrów Wielkopolski − Tarnowskie Góry                      | Piekary Śląskie            | 0612,9 km 0555,2 km * | 0221,0 km 00169,1 km *  | 036,0 % 030,5 % *  | 0023,0 km  | 0067,7 km    | 0030,0 km              | 0059,0 km              |
| S12   | E373            | Piotrków Trybunalski      | Radom − Puławy − Lublin − Chełm                                                                            | UA / Dorohusk              | 0326,6 km             | 0090,7 km               | 027,8 %            | 0013,6 km  | 0083,3 km    | 0000 km                | 0140,4 km              |
| S14   |                 | Emilia                    | Zgierz − Łódź − Pabianice                                                                                  | Róża                       | 0041,5 km             | 0039,7 km               | 095,7 %            | 0000 km    | 0000 km      | 0000 km                | 0001,8 km              |
| S16   |                 | Olsztyn                   | Mrągowo − Ełk − Knyszyn                                                                                    | Dobrzyniewo Duże/Białystok | 0225,5 km             | 0057,0 km               | 025,3 %            | 0000 km    | 0021,0 km    | 0000 km                | 0000 km                |
| S17   | E372            | Warschau                  | Otwock − Lublin − Zamość                                                                                   | UA / Hrebenne              | 0323,7 km 0252,2 km * | 0194,7 km 0123,2 km *   | 060,1 % 048,9 % *  | 0000 km    | 0092,9 km    | 0000 km                | 0031,5 km              |
| S19   | E371            | BY / Kuźnica              | Białystok − Bielsk Podlaski − Lublin − Kraśnik − Rzeszów                                                   | SK / Barwinek              | 0590,8 km 0568,7 km * | 00191,9 km 00171,4 km * | 032,5 % 0030,1 % * | 0167,6 km  | 0144,7 km    | 0000 km                | 0037,4 km              |
| S22   | E28             | Elbląg                    | | RU / Grzechotki            | 0052,1 km             | 0052,1 km               | 100 %              |            |              |                        |                        |
| S50   |                 | Zentralflughafen Warschau | Sochaczew – Wyszogród – Naruszewo – Serock – Radzymin                                                      | Mińsk Mazowiecki           | 0164,1 km             | 0000 km                 | 000 %              | 0000 km    | 0000 km      | 0000 km                | 0000 km                |
| S51   |                 | Olsztynek                 | | Olsztyn                    | 0033,9 km 0020,3 km * | 0033,9 km 0020,3 km *   | 100 % 100 % *      |            |              |                        |                        |
| S52   | E75 · E462      | CZ / Cieszyn              | Bielsko-Biała − Kęty − Andrychów − Wadowice                                                                | Krakau                     | 0116,3 km             | 0055,3 km               | 074,5 %            | 000 km     | 0000 km      | 0000 km                | 0061,0 km              |
| S61   | E67             | Ostrów Mazowiecka         | Ostrołęka − Łomża − Ełk − Suwałki                                                                          | LT / Budzisko              | 0213,0 km             | 0213,0 km               | 100 %              |            |              |                        |                        |
| S74   |                 | Sulejów                   | Kielce − Tarnobrzeg − Stalowa Wola                                                                         | Nisko                      | 0205,6 km             | 0007,9 km               | 003,9 %            | 0023,1 km  | 00080,7 km   | 0000 km                | 030,0 km               |
| S79   |                 | Warsz. Południe           | Chopin-Flughafen Warschau                                                                                  | Warsz. Marynarska          | 0009,1 km 0005,2 km * | 0009,1 km 0005,2 km *   | 100 % 100 % *      |            |              |                        |                        |
| S86   |                 | Sosnowiec                 | | Katowice                   | 0006,8 km             | 0006,8 km               | 100 %              |            |              |                        |                        |
| Summe | Summe           | Summe                     | Summe | Summe                      | 6291,8 km 6012,7 km * | 3600,5 km 3320,2 km *   | 057,2 % 055,2 % *  | 0497,7 km  | 00695,3 km   | 0102,3 km              | 0382,9 km              |

Stand: 31. Dezember 2024

## Ehemalige Schnellstraßen
| Nummer | Verlauf                                               | Status                                                            |
| ------ | ----------------------------------------------------- | ----------------------------------------------------------------- |
| S47    | Rabka-Zdrój – Zakopane                                | Planungen verworfen                                               |
| S69    | Bielsko-Biała – Żywiec – Zwardoń (slowakische Grenze) | 2016 zum Teil der S1 umgewidmet                                   |
| S91    | Świecie Północ – Świecie Zachód                       | 2022 zum Teil der S5 umgewidmet, davor gemeinsamer Verlauf mit S5 |